# Crawfordville (Florida)
Crawfordville es un lugar designado por el censo ubicado en el condado de Wakulla en el estado estadounidense de Florida. En el Censo de 2010 tenía una población de 3.702 habitantes y una densidad poblacional de 312,84 personas por km².

## Geografía
Crawfordville se encuentra ubicado en las coordenadas 30°11′58″N 84°21′48″O / 30.19944, -84.36333. Según la Oficina del Censo de los Estados Unidos, Crawfordville tiene una superficie total de 11.83 km², de la cual 11.83 km² corresponden a tierra firme y (0%) 0 km² es agua.

## Demografía
Según el censo de 2010, había 3.702 personas residiendo en Crawfordville. La densidad de población era de 312,84 hab./km². De los 3.702 habitantes, Crawfordville estaba compuesto por el 83.47% blancos, el 11.78% eran afroamericanos, el 0.68% eran amerindios, el 1.35% eran asiáticos, el 0.22% eran isleños del Pacífico, el 0.3% eran de otras razas y el 2.22% pertenecían a dos o más razas. Del total de la población el 3.62% eran hispanos o latinos de cualquier raza.